# Gabriele B. Harter
Gabriele Bettina Harter (* 28. Oktober 1962) ist eine deutsche Archäologin und Autorin.
Harter studierte Archäologie an der Universität Mainz und wurde mit der Dissertation Römische Gläser des Landesmuseums Mainz promoviert. Seit 2001 ist sie als freie Mitarbeiterin für das Schlossparkmuseum, die Römerhalle und das Museum für Puppentheaterkultur in Bad Kreuznach tätig. Neben ihrer wissenschaftlichen Tätigkeit schreibt sie als Autorin Kinder- und Jugendbücher. Sie wurde mit dem Kulturpreis der Stadt Bad Kreuznach ausgezeichnet.

## Veröffentlichungen
- Römische Gläser des Landesmuseums Mainz. Dissertation Mainz 1996
- Kreuznachs kühne Kinder – den Faust im Nacken
- Kreuznachs kühne Kinder jagen Doktor Faust. ISBN 978-3-935516-09-9
- Kreuznachs kühne Kinder jagen Dr. Faust (Hörbuch). ISBN 978-3-935516-45-7
- Die Rückkehr des verlorenen Frühlings. ISBN 978-3-935516-27-3